# ふじのくに地球環境史ミュージアム
ふじのくに地球環境史ミュージアム（ふじのくにちきゅうかんきょうしミュージアム、英語: Museum of Natural and Environmental History, Shizuoka）は、静岡県の運営する「地球環境史」をテーマとした博物館。
学校再編統合で2013年（平成25年）に閉校した県立静岡南高校をリノベーションして作られた。「百年後の静岡が豊かであるために」を活動理念としている。

## 沿革

### 県立博物館構想の検討（1986年度－1994年度）
静岡県は、1986年（昭和61年）に県立博物館構想の検討を開始した。県の新総合計画に「博物館構想の推進」を位置付け、有識者との博物館構想懇話会や文献調査などを行い検討を進めていった。

### 自然博物館の検討（1995年度－2003年度）
1995年（平成7年）度、県は有識者等の意見をふまえて博物館のテーマを「自然系」と決定、同年の県総合計画・新世紀総合計画に「自然系博物館の整備」を位置付ける。以後、他県の自然系博物館の現地調査や静岡県民の意識調査を行い、有識者との構想意見交換会なども開催していく。
2001年（平成13年）度、2002年（平成14年）度の2年間は、山田辰美（富士常葉大学助教授・当時）を座長とする「自然学習・研究機能調査検討会」を12回開催し、民間の有識者により施設のあり方や整備方法などが検討された。その結果、2002年（平成14年）度、同検討委員会から、自然史資料の収集保管・調査研究を優先して整備することとする二段階整備案が提案されている。

### 自然学習資料センター時代（2003年度－2013年度）
2003年（平成15年）、NPO法人静岡県自然史博物館ネットワークが発足。同NPO法人に委託し、自然史資料の収集保管業務を開始した。作業・収集の保管場所の拠点は、同年9月から2005年（平成17年）6月まで県教育委員会三島分館、以後は旧中部健康福祉センター庵原分庁舎に設置された。
2007年（平成19年）度から県はNPO法人の研究者と意見交換会を開始し、博物館のあり方や機能についての議論を重ねていく。
2008年（平成20年）度、業務拠点の名称を「静岡県自然学習資料センター」と命名、静岡大学の博物館実習の受入れを開始した。博物館実習は、2012年（平成24年）から東海大学についても受入れを行っている。
2009年（平成21年）度、整理済みの標本のホームページでの公表を開始、2010年（平成22年）度には出前博物館を開催するなど、県民への博物館事業普及と情報発信を推進していく。
2011年（平成23年）度、旧中部健康福祉センター庵原分庁舎の老朽化とスペース不足により、閉校が予定されている静岡南高校の校舎に拠点を移転することが決定された。
2012年（平成24年）度、熊野善介（静岡大学教授・当時）を委員長とする「静岡県自然学習資料センター整備方針検討委員会」を設置し、将来の博物館への移行を見据えた機能と施設改修のあり方を検討し、2013年（平成25年）3月、方針書をとりまとめた。方針書では、同年度の当初予算に約3億円を計上、年度内に移転整備事業に着手し、2014年（平成26年）度中のオープンを目指すとした。

### 開館準備期（2013年度－2015年度）
2013年（平成25年）7月、安田喜憲（静岡県補佐官、東北大学大学院教授・当時）を委員長とする「ふじのくに自然系博物館基本構想検討委員会」を設置し、新たな博物館の基本構想づくりを開始。同年9月、3か月にわたる改修計画の作成が終了した。
2014年（平成26年）1月、改修工事に着手する。同年3月、「ふじのくに地球環境史ミュージアム基本構想」が策定、同年7月に改修工事が完了し、順次収蔵品等の移転が行われる。
同年10月23日 、香川県高松市のアルファあなぶきホールにて開催された第17回自然系調査研究機関連絡会議（NORNAC17、香川県環境保健研究センター主催）において、ミュージアム開設についての口頭発表を行う。翌10月24日 、NORNAC構成機関による連絡会議において、「ふじのくに地球環境史ミュージアム」のNORNACへの加入が決議された。同年 12月13日 、市民見学会を開催している。
2015年（平成27年）3月11日、初代館長に安田喜憲が就任することが発表される。4月、ふじのくに地球環境史ミュージアム開設。
同年 6月、 静岡県内巡回展「ミュージアムキャラバン」を開始。同年11月25日 、静岡県環境衛生科学研究所とともに、第19回自然系調査研究機関連絡会議（NORNAC19）の開催地機関になることが発表された。同年 12月21日 から 2016年（平成28年）1月6日 にかけて、 富士川楽座で巡回展を開催。 
2016年（平成28年） 3月24日には、地域住民と報道関係者を対象とした内覧会を開催し
、
3月25日には記念式典が開かれた。式典には、川勝平太静岡県知事らが出席し、静岡県舞台芸術センター（通称SPAC)による舞台パフォーマンスも披露された。

### 開館以後（2016年3月－）
2016年（平成28年）3月26日 、ふじのくに地球環境史ミュージアムが開館し、一般公開が始まる。開館初日の来館者数は約1,100人、開館2週間を迎えた同年4月10日には来館者1万人を突破した。
同年4月27日 、日本平ホテル（静岡市）で開催された第18回日中韓三カ国環境大臣会合（TEMM18）にあわせ、日本の丸川珠代環境相、中国の陳吉寧環境保護部部長、韓国の尹成奎環境部長官の訪問を受けた。
同年 7月20日 、一般社団法人日本空間デザイン協会が主催する「DSA日本空間デザイン賞」の2016年の大賞に選ばれる。廃校を改修して学校の什器を活かし、説明ガイドを控えた来館者に「考えさせる」展示デザインが評価され、785点の応募作の中から大賞に選ばれた。開館半年を迎えた同年9月末までには、来館者は約5万人となった。
2017年（平成29年）2月17日、ムセイオン静岡に参加、「文化の丘づくり事業推進に関する協定」の締結調印式が行われた。
2018年（平成30年）2月、ドイツデザイン協会主催の「German Design Award 2018」において、「Fair and Exhibition（コミュニケーションデザイン部門 ）」のWinnerを受賞。デザイン性に富んだ展示制作、施設展開を評価されている。
同年3月 、 読売新聞によると、静岡県富士山世界遺産センターと兼任した2人の教授が安田喜憲館長等のアカデミックハラスメントで相次ぎ退職した。
同年10月21日、来館者数20万人を達成。
2019年（平成31年）4月、日本博物館協会から国際会議「ザ・ベスト・イン・ヘリテージ2019」の日本代表として選定される。同会議はクロアチアのドゥブロヴニクで同年9月27日から28日に開催され、世界各国の博物館関係者等約100人を前に、安田喜憲館長と渋川浩一学芸課長が、ミュージアム設立方針や活動実績についてプレゼンテーションを行った。2019年9月、京都にて博物館世界会議 International Council of Museums (通称:ICOM) 国際会議(京都大会)「ICOM 2019 Kyoto」が開催され、Committee for Education and Cultural Action (CECA)セッションの口頭研究発表「各国博物館実践報告」にて、竹林知大客員研究員（Presenter）と山田和芳教授が、惑星地球科学と日本の伝統文化「お月見×月の科学」を融合した活動実績を報告した。
2020年（令和2年）1月22日、来館者30万人に達した。

## 施設概要
| 2階 | 展示室6〜8、企画展示室1、企画展示室2、講堂、講座室C〜E、キッズルーム、図鑑カフェ、授乳室                                   |
| 1階 | インフォメーション、チケット売り場、展示室1〜5、展示室9、展示室10、講座室A、講座室B、人類史ライヴラリー、EV有り 学校記念室 |

デザイン・施工は丹青社。総事業費12億円（駐車場整備含む）。

## 常設展示室・収蔵品
旧県立静岡南高校の校舎の雰囲気を活かし、教室を使った10の常設展示室がある。学習机や椅子を展示台に活用し、「考える展示」を演出・展開して国内外で高い評価を得ている。

### 展示室1
テーマは「地球環境史との出会い」。黒板をイメージした映像壁面のある導入空間となっている。

### 展示室2
テーマは「ふじのくにのすがた」。白と黒に塗り分けられた空間で、自然の恵み、脅威の両面について表現している。

### 展示室3
テーマは「ふじのくにの海」。水面下の世界を表現し、海の中の環境史や多彩な生物の標本を展示している。

### 展示室4
テーマは「ふじのくにの大地」。「食う」「食われる」を矢印で結んだ実物標本で里山生態系の食物連鎖を表現している。

### 展示室5
テーマは「ふじのくにの環境史」。「人の暮らしと自然」を表す模型を天秤上に対で配置し、二者の関係性を表現している。

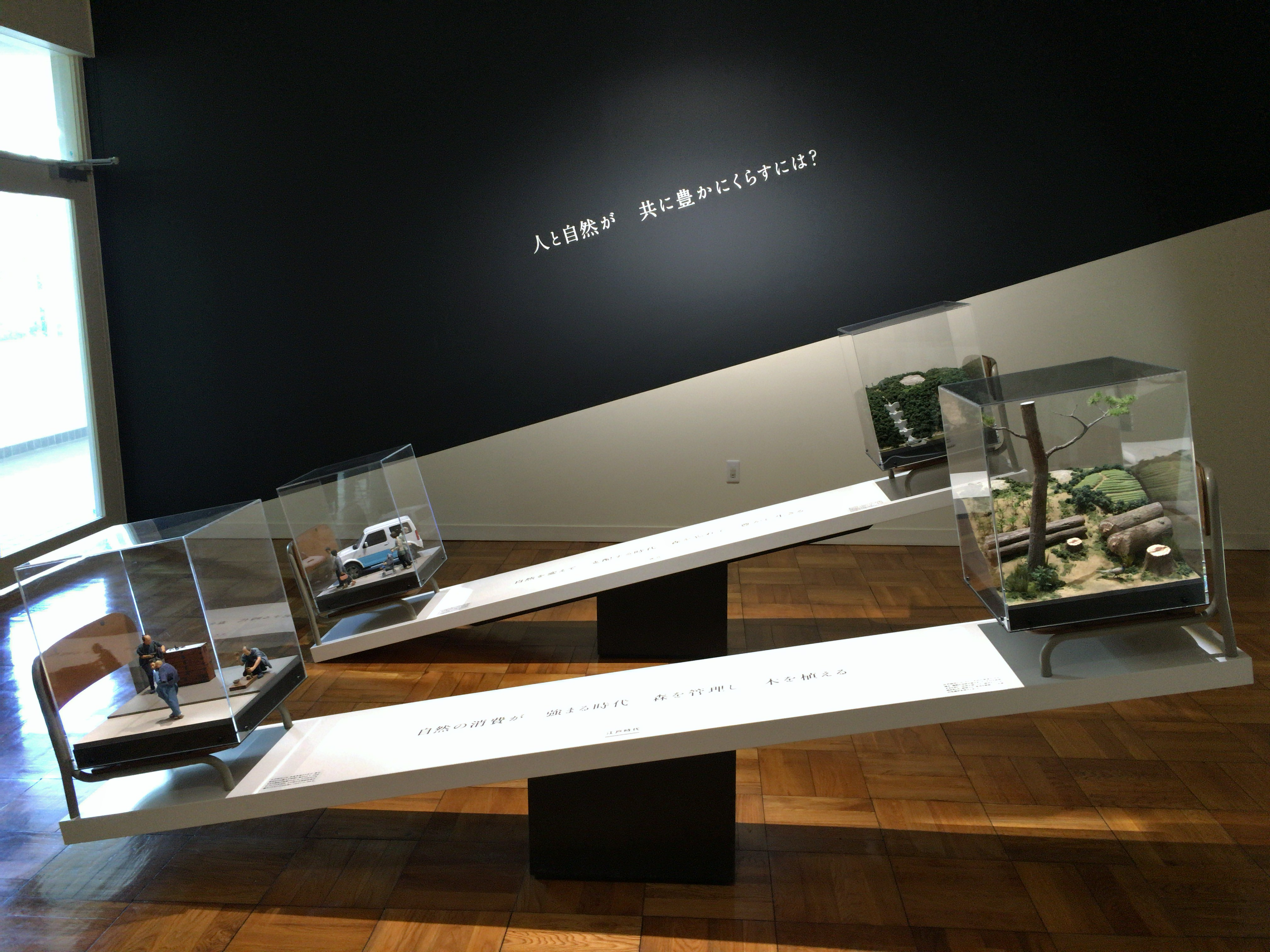
学習椅子を利用して作られた天秤型展示台

### 展示室6
テーマは「ふじのくにの成り立ち」。静岡県をかたどったテーブルに化石を配置し、地形や大地の成り立ちを考察するような展示としている。

### 展示室7
テーマは「ふじのくにの生物多様性」。静岡県に生息する多種多様の生物の標本を多量に並べている。

### 展示室8
テーマは「生命のかたち」。「骨の教室へようこそ」と題し、生徒に見立てた20体の骨格標本が整然と机に置かれ、脊椎動物の進化の過程を骨格からたどるよう展示している。

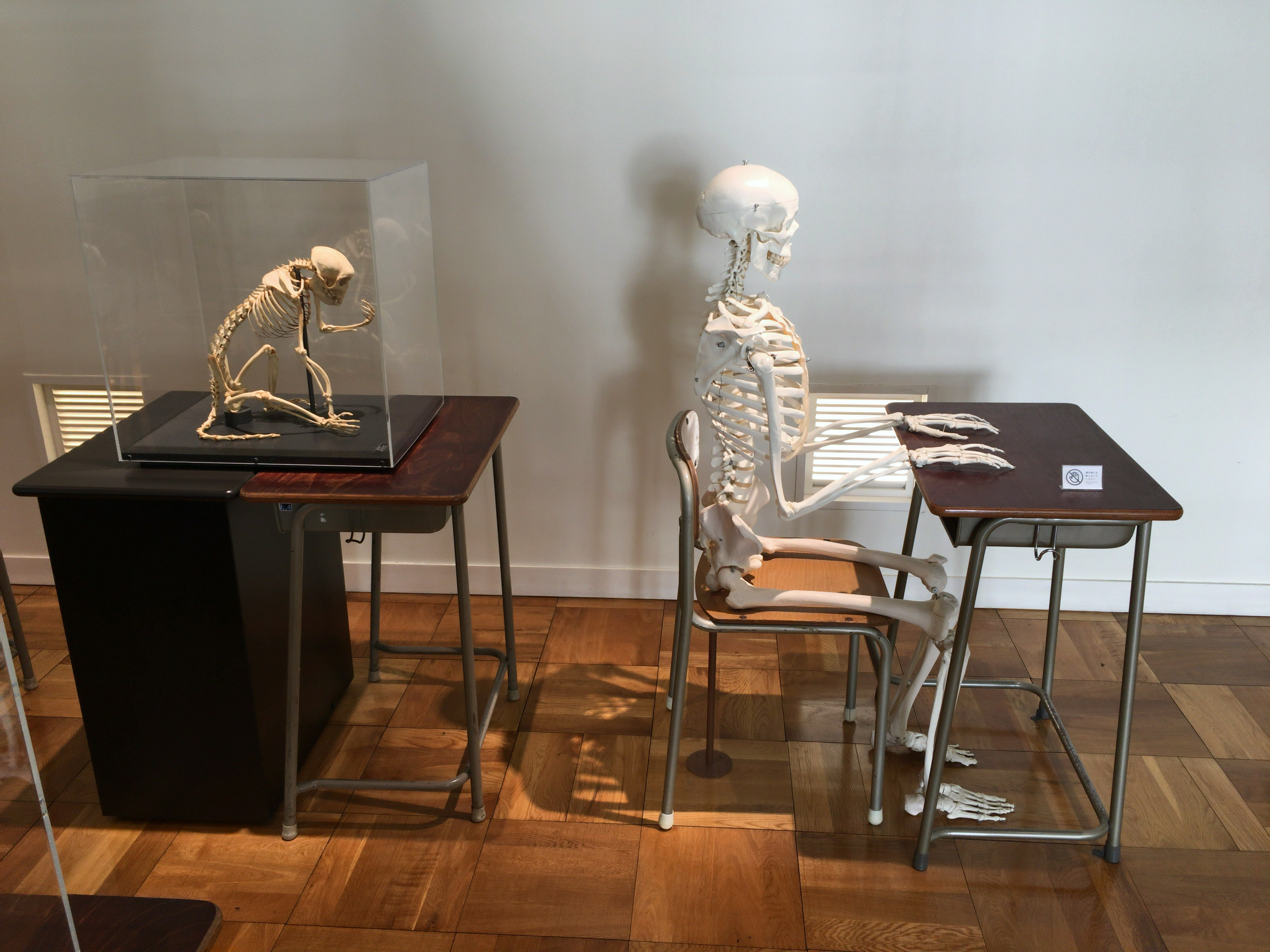
ヒトとカニクイザルの骨格標本

### 展示室9
テーマは「ふじのくにと地球」。2019年7月、企業からの寄付金を活用し、SDGs（持続可能な開発目標）関連展示を拡充した。

### 展示室10
テーマは「ふじのくにと未来」。国立環境研究所と連携して地球温暖化への適応展示を行っている。

## 受賞歴
- 日本空間デザイン賞大賞（2016年7月）[31][34]
- ドイツデザイン賞2018：コミュニケーションデザイン部門Winner（2018年2月）[34]
- FX国際インテリアデザイン賞：博物館・展示スペース部門最優秀賞[34]

## ギャラリー

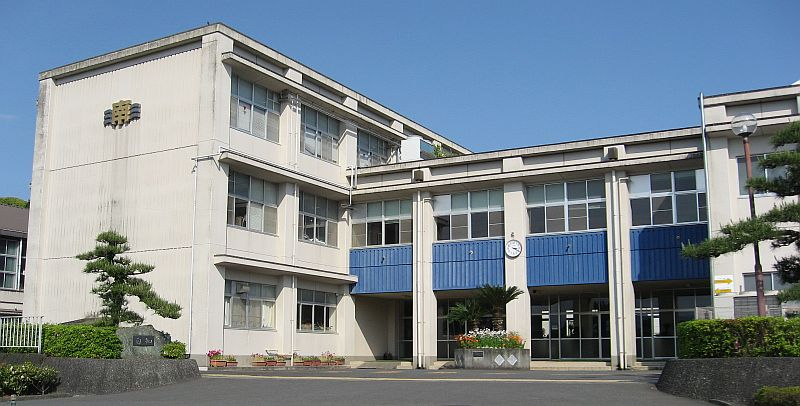
静岡南高校。2009年5月撮影。
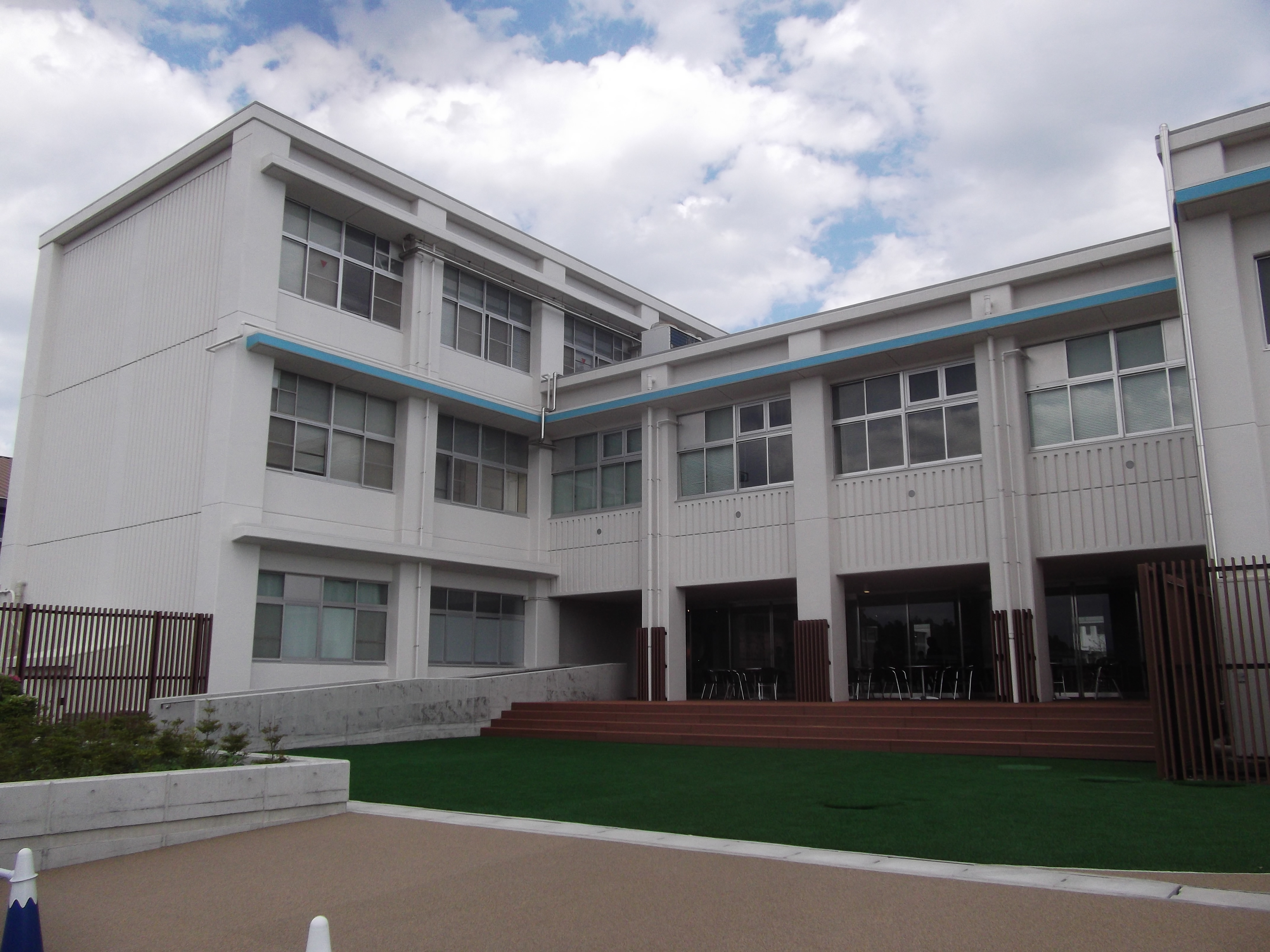
左の写真とほぼ同じ位置から撮った写真。2016年4月29日撮影。
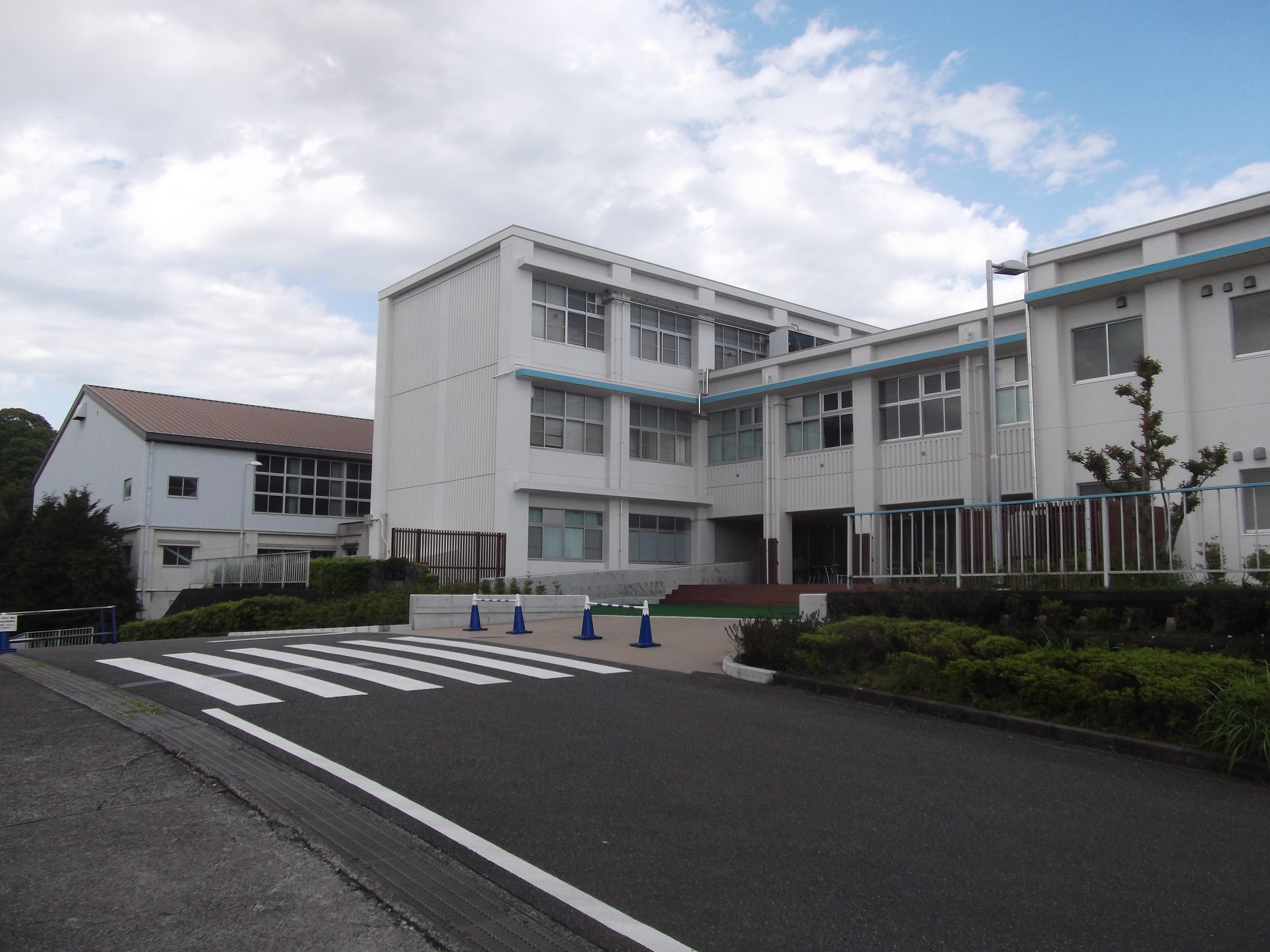
2016年4月29日撮影。
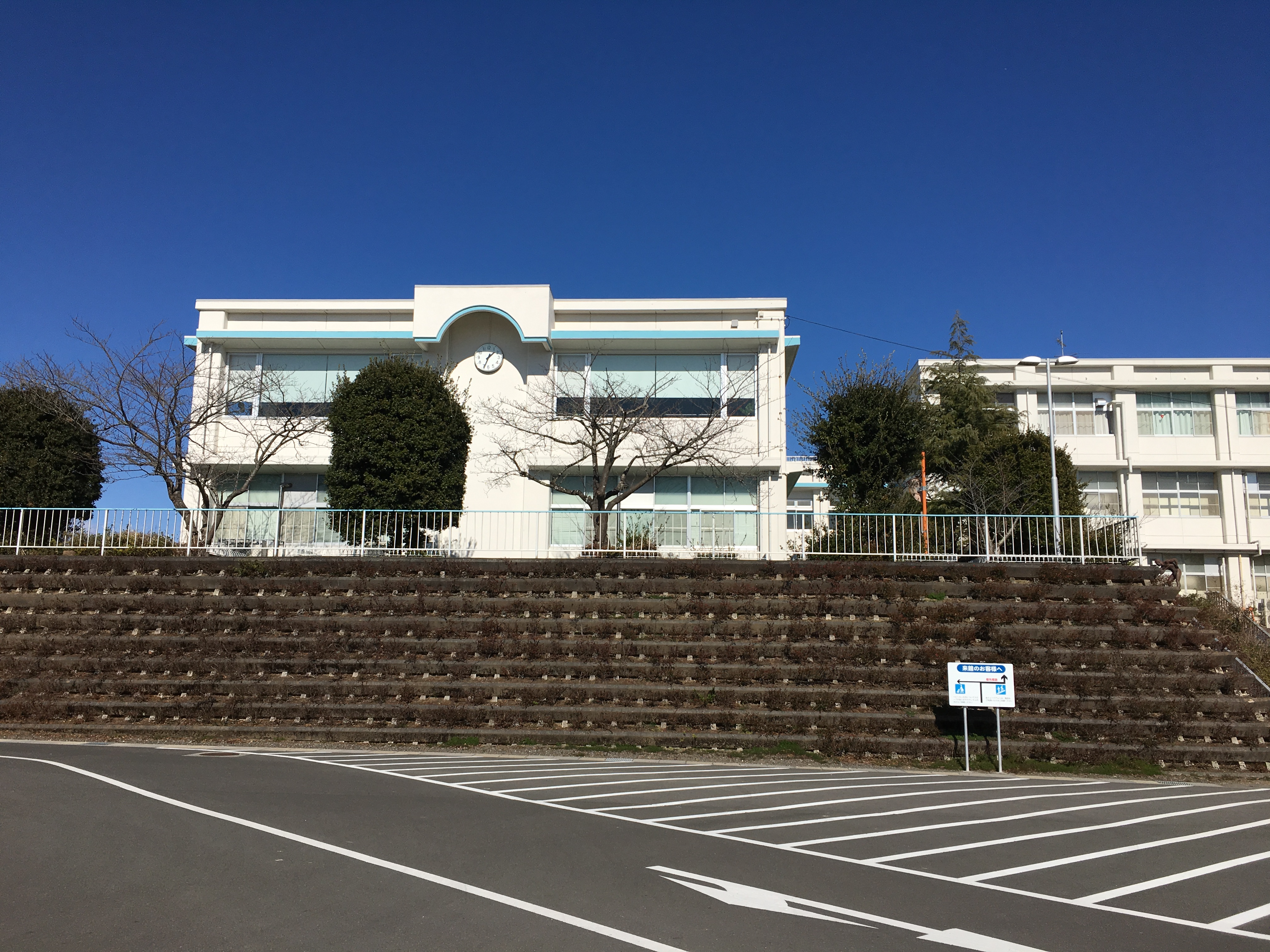
駐車場から見たミュージアム外観 （2020年2月撮影）
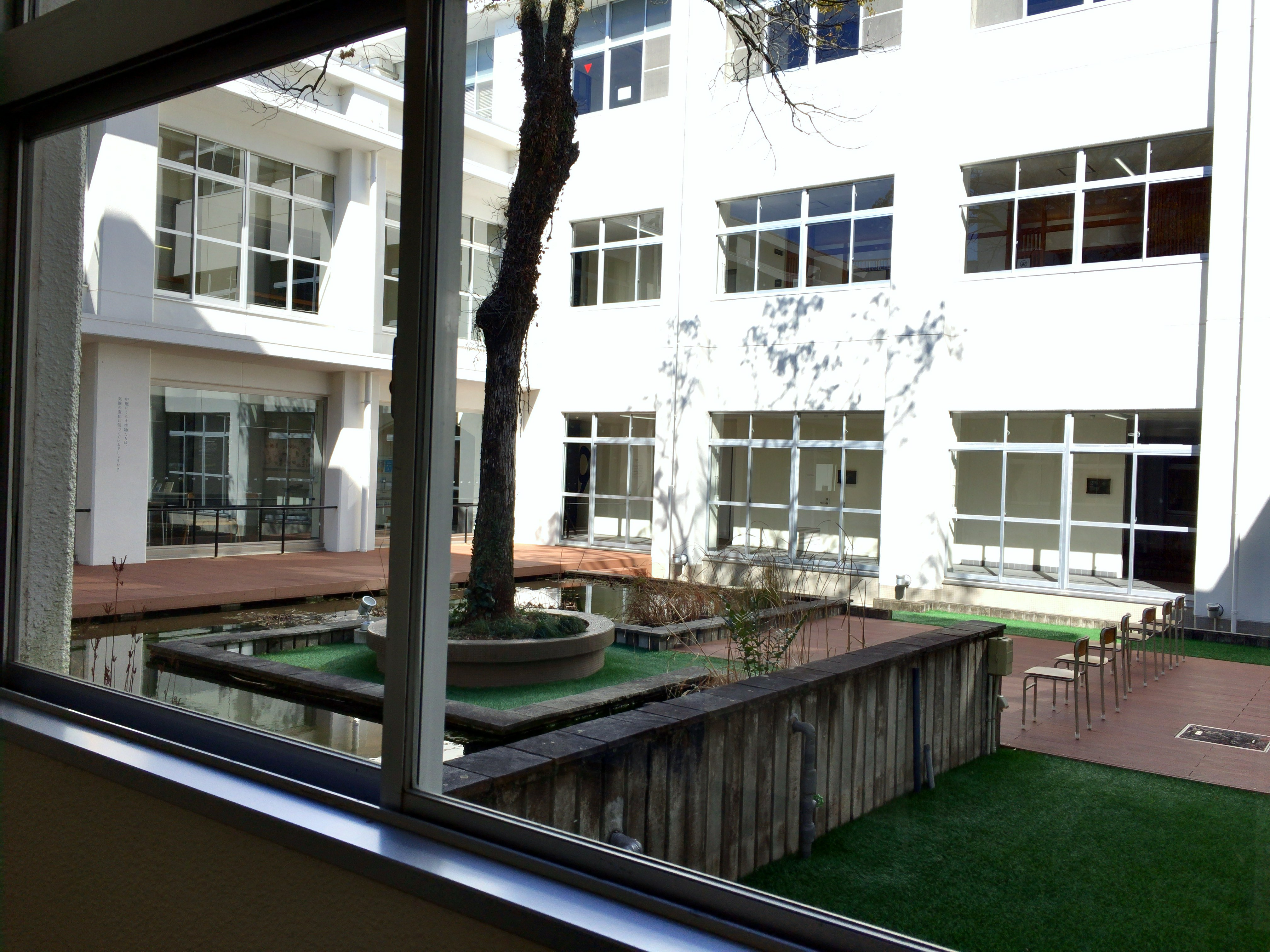
廊下から見た中庭 （2020年2月撮影）